# Гарбина
Гарбина (итал. Garbina) је насељено место у Републици Хрватској у Истарској жупанији. Административно је у саставу Града Пореча.

## Становништво
Према последњем попису становништва из 2001. године у насељу Гарбина су живела 53 становника који су живели у 12 породичних и 5 самачких домаћинстава.
Кретање броја становника по пописима 1857—2001.
| година пописа  | 1857. | 1869. | 1880. | 1890. | 1900. | 1910. | 1921. | 1931. | 1948. | 1953. | 1961. | 1971. | 1981. | 1991. | 2001. |
| бр. становника | 0     | 0     | 8     | 11    | 19    | 19    | 0     | 0     | 0     | 10    | 20    | 12    | 15    | 18    | 53    |

Напомена: У 1857., 1869., и од 1921. до 1948. подаци су садржани у насељу Пореч. Од 1880. до 1910. исказано као део насеља.